# Spornscheidenschwanz
Der Spornscheidenschwanz (Centronycteris maximiliani) ist eine tropische Fledermausart aus der Familie der Glattnasen-Freischwänze (Emballonuridae). Wegen ihrer zottigen Haare wird sie im Englischen als Shaggy Bat bezeichnet. Zusammen mit dem Thomas-Spornscheidenschwanz (Centronycteris centralis), der bis 1998 als Unterart des Spornscheidenschwanzes galt, bildet sie die Gattung Centronycteris. Das Artepitheton ehrt Maximilian zu Wied-Neuwied.

## Merkmale
Der Spornscheidenschwanz ähnelt einem Flaumball. Die Kopf-Rumpf-Länge beträgt 41 bis 57 mm, die Schwanzlänge 20 bis 32 mm, die Hinterfußlänge 7 bis 9 mm, die Unterarmlänge 41,5 bis 49,0 mm, die Ohrenlänge 17 bis 19 mm und das Gewicht 4,5 bis 6,0 Gramm. Die Oberseite ist rauchbraun mit einer gelblich-orangen Tönung. Die Fellhaare sind sehr lang und wollig. Der Kopf ist, einschließlich der Nase und des Kinns, wollig behaart. Die Ohren haben hervorstehende parallele Kämme an der inneren Kante. Der lange Schwanz  tritt bis zur Mitte der Schwanzmembran hervor. Die ausgestreckte Schwanzmembran ist länger als die Beine. Sie ist stark mit parallelen Fleckenreihen gezeichnet, die von hervorstehenden verzweigten Adern überkreuzt werden. Das rötliche Körperhaar dehnt sich bis zur Basis der Schwanzmembran aus. Die Unterseite ist etwas mehr gelblich als schwarz. Im Gegensatz zu den meisten anderen Vertretern des Tribus Diclidurini kommen keine sackförmigen Drüsen an den Flügeln vor.

## Verbreitung und Lebensraum

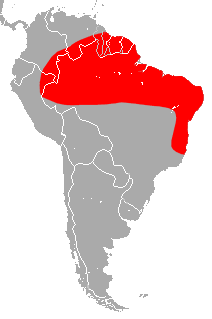
Verbreitungskarte des Spornscheidenschwanz

Der Spornscheidenschwanz bewohnt primäre und sekundäre Regenwälder. Das Verbreitungsgebiet erstreckt sich vom nordöstlichen Peru über Brasilien, Kolumbien, Französisch-Guayana, Guayana und Surinam bis zum südlichen Venezuela.

## Lebensweise
Der Spornscheidenschwanz ernährt sich von Insekten, die im Flug erbeutet werden. Bei der Nahrungssuche, die am späten Nachmittag beobachtet wurde, macht er langsame, flatternde Flügelschläge. Seine Schlafplätze befinden sich in Baumhöhlen.

## Status
Die IUCN listet den Spornscheidenschwanz in der Kategorie „nicht gefährdet“ (least concern). Eine potentielle Bedrohung geht jedoch von der Entwaldung aus.